# Thracia trapezoides
Thracia trapezoides är en musselart som beskrevs av Conrad 1849. Thracia trapezoides ingår i släktet Thracia och familjen Thraciidae. Inga underarter finns listade i Catalogue of Life.